# ひなたなつ
ひなた なつ（2001年5月4日 - ）は、日本のAV女優。事務所はフォーティーフォーマネジメントを経て、2024年11月よりティーパワーズに所属。旧名は日向なつ（読みは同じ）。

## 略歴
2021年6月に、kawaii*専属女優としてAVデビュー。当時の芸名は日向なつ。デビューのきっかけは、プロとしてセックスをしている男優がどういうセックスをするのかという事への興味と好奇心から。
2022年7月に初のベスト作品を発売。
2024年11月6日、Xにて「ティーパワーズ」への事務所移籍と「ひなたなつ」への改名を発表。

## 人物
- kawaiiプロデューサー評は「頑張り屋の女の子」[6]「ストイック」[3]。自身でも求められるものには答えたい、設定や解釈もずれがないようにしたい、心理状態のすり合わせもしたい女優と述べている。

- 台本が届くとイメージを膨らませ、楽しみになることから、ドラマ作品を好んでいる。セリフは録音アプリのインタビュー機能を利用し、読み合わせを重ねて収録日当日までに覚えている[6]。

- 細身であったが、デビューにあたりふっくらしたロリ体形になるため、お米を食べて5キロ増量した[7]。もともと筋トレ好きなため、体型が崩れない努力は行っている[7]。

- フィーティーフォーマネジメント所属時はTwitterではたびたび所属事務所のポンコツっぷりを吐露しており[8]、マネージャーが使えないという点から、イベント等においては自身でスタッフの手配や交渉などを行う許可を得ていた。

- デビューしてからくびれなど好きな部位を強調することも多くなり、自分の体形が好きになった[9]。

- 2024年4月16日発売の作品でデビューしたあおい藍（らん）[10]は日向の友人であり、日向はあおいのデビュー作にエキストラ参加している[11]。芸名も日向が考案している[12]。

- セクシー女優が立派な職業かどうかについては「本当にどうでもいい」と心境を明かし[13]、「人それぞれ考え方があるだろうけど見下される筋合いは1mmも無いゾ」と主張した[13]。なお両親には仕事を明かしている[13]。

## 作品
◎はBD版発売作品。

### アダルトDVD / BD
- この子、こう見えてドエロです。 おとなしいけど性欲強め エッチが好き過ぎる少女 日向なつ AVデビュー（6月25日、kawaii*）◎
- 控えめでおとなしいけどエッチ大好き… 日向なつのめちゃ×2イキッ! 3本番（7月25日、kawaii*）
- エッチがもっと好きになる初体験尽くしのえちえち大覚醒 大潮吹きスペシャル（8月25日、kawaii*）
- にっこり笑顔と しっとり囁きで 何度も深い射精へ導いてくれる回春エステ（9月7日、kawaii*）
- アルバイトのあざと可愛い誘惑に負けた僕は、密会ゲス不倫セックスに溺れてしまった…。（10月5日、kawaii*）
- 夢のデカチン大乱交 超連撃ピストンSPECIAL（11月2日、kawaii*）
- 合宿先の彼女と連絡が途絶えた3日間、僕に一途だった彼女はヤリチン元彼に死ぬほどイカされていました…（12月7日、kawaii*）

- 見つめて、ささやいて、キス好き少女のねっとり接吻誘惑と粘膜交換SEX（1月4日、kawaii*）◎
- 「新しいお義父さんの目的は女子●生の私でした…」 母の再婚相手が吐き気がするほど気色の悪い盗撮魔だなんて…（2月1日、kawaii*）◎
- 「乳首が弱いキミが好き」 M男クンをいっぱいイジメちゃう甘サド“日向なつ”といちゃあまチクパコ（3月1日、kawaii*）[14]
- 妻が不在の3日間、甘え上手な義妹(まだ学生)の猛烈誘惑に理性を忘れ中出ししてしまった…（4月5日、kawaii*）
- 100kgを越えた巨漢教師の肉塊ピストンでポルチオ快楽に堕ちた僕の彼女。（5月3日、kawaii*）◎
- 媚薬漬け メス堕ち 相部屋NTR 最低なヤリチン元彼と朝までキメセク（6月7日、kawaii*）◎
- スケベ淫語と舐めしゃぶりで アナタ史上最高の射精に導く 小悪魔なつのASMRオナサポ（7月5日、kawaii*）◎
- 日向なつ kawaiiデビュー1周年 ☆初BEST☆ 性欲強めな小悪魔少女の 超厳選62コーナー8時間Special（7月5日、kawaii*）※ベスト盤
- 可愛くて愛おしい最高の彼女と、何発も求め合う最高の中出し温泉デート（8月2日、kawaii*）
- 性欲を持て余した田舎の絶倫生娘は近所のオジさんを小悪魔誘惑して痴女って跨って中出しさせ続ける… 日向なつ（9月6日、kawaii*）
- ねぇ私の方が気持ちいいでしょ? あざと可愛い制服女子の口淫NTR 狙った既婚者チ○ポは必ずジュポフェラ堕ち 日向なつ（10月4日、kawaii*）
- 隣人の制服少女が中年の僕の自宅に入り浸るようになり無防備な姿につい我慢出来ず… 日向なつ（11月1日、kawaii*）

- イキたてチ●ポをしゃぶってハメてPtoM従順だけど小悪魔なネバスペご奉仕フェラメイド 日向なつ（3月7日、kawaii*）
- 中年教師のボクは大人しい文学少女に簡単に童貞を奪われアナル開発で変態ドMに覚醒させられ厳しい射精管理のマゾ調教の日々を送ってます… 日向なつ（4月4日、kawaii*）
- 唾液交換ベロベロ顔面アナル舐めイラマネバスペごっくん男潮最後は中出しもOK！ 「もうおじさん無理だってばぁ…」絶頂直後の中年チ●ポに追撃舐め濃厚パパ活デート 日向なつ（5月2日、kawaii*）
- 兄の引きこもり父の浮気母の精神崩壊壊れた家庭で兄と中出し近親相姦しています。 日向なつ（6月6日、kawaii*）
- 声の出せない状況でモジモジ…ビクビク…発育途中の敏感乳首をひたすらこねくり廻すチクイキ性交 日向なつ（7月4日、kawaii*）
- 隣人のゴミ部屋で異臭中年おやじに抜かずの連撃中出し37発で孕まされた制服女子の末路… 日向なつ（8月1日、kawaii*）
- 日向なつ2周年傑作ドラマ7選12時間（8月1日、kawaii*）
- 睡姦中出しレ●プ 眠りながら絶頂することを仕込まれた女子生徒 日向なつ（10月3日、kawaii*）
- か弱くて大人しそうなのに… 酔ったらグイグイ跨ってくる小悪魔新入社員のキツマン絶倫グラインド騎乗位で一晩中イカされまくった出張相部屋 日向なつ（11月7日、kawaii*）

- 「童貞臭ヤバ! 家出しちゃったし我慢するか」 思春期アラームが鳴り止まないメスガキ妹の＜DTイジリ挑発＞に沸騰した俺は絶倫チ●ポで何度も何度も懲りずに近親相姦中出し 日向なつ（1月2日、kawaii*）
- おしっこブッカケ聖水マーキング 淫乱ビッチ汁だくだく制服痴女 日向なつ（2月6日、kawaii*）
- 帰省した姉に童貞卒業したいと相談したら… 見た目は子供なクセにおっぱいもセックス経験も意外にあるロリ姉が初体験の練習台になってくれてバカみたいに中出ししまくった一生忘れられない夏の思い出 日向なつ（3月5日、kawaii*）
- 人気絶頂ロリアイドルに似ているばっかりに痛ファンに身代りレ×プされ続け肉オナホにされる人生を受け入れたワタシ… 日向なつ（4月2日、kawaii*）
- 「なつのお尻の穴、美味しい?」 菊紋クンニでケツ穴ヒクヒク悶絶イキしちゃうアナル見せつけプリ尻小悪魔ビッチ 日向なつ（5月7日、kawaii*）
- 性癖ドストライクなロリセフレと3年ぶりに再会 相変わらず見た目幼いのに性癖ド変態で興奮再燃… 背徳感に煽られながら朝日が射すまで何度も何度も中出ししまくった。 日向なつ（6月4日、kawaii*）
- 無口な図書委員とセックス漬け。夏休み篇 kawaii* × MOODYZコラボ企画! 原作:ユズハ シリーズ累計10万部 OVER 待望の続編を映像化 日向なつ（8月6日、kawaii*）
- AV界で最も制服が似合うオールスター10人大乱交! チ●ポ抜きまくって青春ポイントを稼ぎまくれ! 3チーム対抗チキチキ修学旅行! 観光もSEXもいっちばん堪能! 全員が自由人! オール顔射! 阿吽のハーレム感! エロの化学反応! チーム天才!：沙月恵奈 日向なつ 皆月ひかる 望月つぼみ（8月6日、kawaii*）◎
- 姉御肌でしっかり者だと思われてる日向センパイは俺の前では完全いいなり服従するマゾペット 180度立場逆転させて弄ぶ温泉ゼミ合宿 日向なつ（9月3日、kawaii*）
- 永遠の制服美少女“日向なつ”kawaii*3周年 脱がされイカされ中出しされた 青春メモリアルコレクション12時間（9月3日、kawaii*）※単体ベスト
- 「俺のチ●ポ舐めさせてやるよ」 テク不足で彼氏に戦力外通告された幼馴染の練習台に… フェラビッチに育つまで口マ●コに中出しし放題で俺得なんですが? 日向なつ（10月1日、kawaii*）
- 可愛い子にモノみたいに雑に扱われたい… 見下されながら賢者タイム無視してドシャクソ抜かれまくる【痴女っこロリ専門】出張型性感エステ 塩対応すぎるNO.1嬢の人気に迫る密着激写ドキュメント 日向なつ（11月5日、kawaii*）
- 【完全未公開シーン120分収録】 AV界で最も制服が似合うオールスター10人大乱交! 完全版2024 柏木こなつ 小野寺舞 望月つぼみ 天馬ゆい 沙月恵奈 設楽ゆうひ 日向なつ 観月あいな さつき芽衣（11月5日、kawaii*）◎
- SEXガチ勢“日向なつ”のいっちばんエロいプライベートSEXを覗く1ヶ月禁欲 × 相性抜群男優と1週間同棲 × 生々しいハメ撮りドキュメント（12月3日、kawaii*）

- もう23歳なのに童顔なばかりに全裸よりも恥ずかしいジュニア水着のモデルをさせられて… 日向なつ（1月7日、kawaii*）
- 騒音トラブル逆上レ×プ 大音量でAVを垂れ流す隣部屋のデブオヤジに騒音に紛れ三日三晩犯され馬乗り種付けプレスされ続けた私… 日向なつ（2月4日、kawaii*）
- ヘアメイク歴2年目 牧野怜奈 20歳 第2章 現役女優たちからの絶頂イクイク無茶ぶり指令!! 全身開発アクメspecial（2月4日、kawaii*）※主演は牧野怜奈。日向は作中のリクエストメッセージ映像に出演。
- 「なつは俺の所有物なんだよ?」 防犯対策で男女共同シェアハウスに入居したのに… イタい勘違い同居人が彼氏面してきて束縛ストーカー化… 強制退去させたら大逆上して合鍵侵入報復レ●プ 日向なつ（3月4日、kawaii*）
- 大親友と夢の初共演 & 日向なつ緊縛解禁。 縛られた媚肉の団地妻 五芭 日向なつ（3月4日、アタッカーズ）
- 委員長は白く汚されたい ～制服美少女の変態妄想ザーメントランス～ 濃厚ドロドロ大量精液ネバスペ 怒涛の大乱交ぶっかけ59発 日向なつ（4月1日、kawaii*）
- 女性専用風俗をこよなく愛する日向なつが潜入!! 常連ならではの秘密の遊び方を暴露 本番NGなのに我慢できずチョメチョメしまくるプライベート丸出し盗撮 × ハメ撮り映像（5月6日、kawaii*）
- 私の旦那と不倫したムスメを、本格的に犯します。本格的に踏みつけます。本格的に殴りセックスします。本格的に孕ませます。本格的に肉体壊します。【本格的に恐怖なリベンジ猥褻映像】 ひなたなつ（7月1日、kawaii*）
- ひなたなつのおま●こが超中出しされた全116発 完全収録70本番 12時間（7月1日、kawaii*）※単体ベスト
- 身代わり肉奴隷 僕の借金のせいで売り飛ばされ闇金男たちにハメられた彼女は、いつしかアダルトビデオ出演で… 稼がされる ひなたなつ（8月5日、kawaii*）

### アダルトVR
- 大人しいけど性欲強め! エッチが好き過ぎる彼女と甘くてエロ〜イ同棲生活（10月28日、kawaii*）
- 生徒のあざと可愛い誘惑に負けた僕は、朝まで滅茶苦茶セックスした…。（12月20日、kawaii*）

- 僕のチ●ポが好き過ぎる最高に都合がイイ ちんしゃぶフレンド（5月8日、kawaii*）

- まだ大人になりたくない! 学級委員ちょー@なつカフェ 日向なつ（3月19日、kawaii*）
- 「私のことメチャクチャにしてくれませんか?」 日向なつが望む、日常とかけ離れた過激で陰湿で破滅的な世界（11月4日、kawaii*）

- 幼馴染の僕たち3人は久々に再会…初めてのお酒… からのラブホ 酔っぱらったら心の奥に隠してきた恋愛感情がバクハツ! 最初は私が私がって奪い合ってたけどやっぱりズッ友 3人一緒に甘くてとろけるような濃密セックスに溺れていく青春リターンズSEX 日向なつ 五芭（3月8日、kawaii*）

### イメージDVD / BD
- Natsu なつのかけら ひなたなつ（2025年6月19日、REbecca）◎

### ポーズ集
- プレミアムヌードポーズブック 日向なつ（2023年11月21日、ジーオーティー、撮影：田村浩章）[15] ISBN 978-4-8236-0538-3

### デジタル写真集
- プレミアムヌードポーズブック 日向なつ 増ページ【デジタル特装版】（2024年2月2日、ジーオーティー、撮影：田村浩章）※紙書籍版未収録の特別章「Light & Shadow」（38ページ分）を追加収録した電子書籍限定版。

## 出演

### テレビ
- 月ともぐら（2023年5月19日 - 6月9日、テレビ東京）

### 雑誌
- 月刊FANZA 2021年8月号（ジーオーティー） - インタビュー「HATSUMONO!」
- 月刊FANZA 2022年7月号（ジーオーティー） - インタビュー「こんなにエロくなりました。」